# Tiout
Tiout (arabe : :تيوت) est une commune de la wilaya de Naâma en Algérie.
Tiout se situe le sur les Monts des Ksours de l’Atlas Saharien, à 10 km à l’est de Aïn Sefra en prolongement de la RN no 47, entre Djebel Aïssa au nord-ouest, Djebel Djara et Djebel Mekter au sud .
Tiout se situe à 40 km de la station thermale d'Ain Ouarka, à 45 km de la tour (qalaa) du Cheikh Bouamama, à 40 km de Sfissifa, à 70 km de Boussemghoun, et à 50 km de Assela. Elle a altitude moyenne de 1 000 m.
Tiout couvre une superficie de 789,25 km2 et compte fin 2008 une population de 6 657 habitants. La région est réputée pour ses gravures rupestres. Elle en comporte plus de 54.

## Toponymie
L'origine du mot Tiout, est amazigh. C'est le pluriel de tout qui signifie « source ».

## Géographie
Le fait que Tiout soit entourée par des montagnes lui confère un microclimat avec une température qui ne dépasse pas les 38 degrés. On note une dizaine de jours de gel par an.
Tiout est caractérisé par son Oued.

### Oasis
L’oasis de Tiout possède une superficie de 220 hectares. Elle compte 71 variétés de dattes parmi lesquelles Fegous et Aghras.

### Barrage de Tiout
Le barrage de Tiout est considéré comme étant le premier barrage réalisé en Afrique (avant 1300). Construit en chaux et en pierre, il est alimenté par un écoulement d’eau de pluie en provenance des deux Oasis de Moghrar et de l’Oued Rhaouiba. Depuis les forages, l’eau s’est raréfié dans le barrage.

## Patrimoine
Le  ksar  de  Tiout date de 9 siècles . Il a été construit sur la périphérie d’oued Tiout sur une assiette qui surplombe le cours d’eau d’une dénivelée moyenne de 8 m, ce qui lui permet d’être à l'abri des crus de l’oued. Il est construit en roches extraites de Djebel Aïssa, de dérivées de palmiers (troncs, palmes), de terre, d’argile ainsi que de granulats drainés par l’oued, sur une surface qui avoisine les 27 000 m2. Son développement se fait du bas, près des sources et des jardins, vers le haut .
Le ksar dispose de 3 portes : Bab Sid Ahmed Ben Youcef, Bab Hlel (lune en français. La lune était observée par cette porte afin d’annoncer le début du mois Hégirien), et Bab El Khmer. Deux mènent vers l’extérieur et la troisième mène vers la palmeraie.
Les femmes se déplaçaient sur les toits et les terrasses dans toute la ville tandis que les hommes se déplaçaient dans les ruelles.
Le Ksar disposait de son propre Hammam vieux de trois siècles, chauffé au feu de bois. La journée réservée aux femmes et le soir aux hommes. La présence de toilettes publiques date de neuf siècles. Les ruelles du ksar notent des aérations tous les vingt mètres. Le ksar abrite en son sein une Mosquée qui date de plus de 4 siècles, avec comme particularité l’absence de minaret (construction berbère du temps de la dynastie des morabites).
Le ksar était autosuffisant. Il avait notamment son ferronnier (produisant principalement l’outillage agricole). Celui-ci était payé en troc (fruits et légumes). Le ksar est entouré par une oasis. La présence d’un tunnel servait à acheminer l’eau des oasis vers la ville pendant les guerres.
Le ksar de Tiout est doté de trois procédés d’alimentation en eau : une seguia secondaire d’eau potable reliée à la seguia  principale qui traverse l’oued ; une alimentation directe à partir d’une source d’un débit très élevé appelée Ain Messaoud ; deux puits creusés à l’intérieur du ksar pour les besoins domestique .

### Irrigation de la palmeraie du ksar
Un système de deux barrages en série est utilisé pour l’irrigation de la palmeraie. Une séguia d’une longueur de 2 km arrive à la palmeraie et aux jardins. Des Madjens collectifs installés au point le plus haut de la palmeraie, permettent de stocker l’eau et de la distribuer entre les agriculteurs par la méthode horaire .
De plus, deux types de puits traditionnels ont été introduits : le puits à balancier pour une profondeur de 3 à 6 mètres, et à traction animale pour une profondeur pouvant aller jusqu’à 20 m .

## Populations
Tiout regroupe 2 communautés : les amazighs à l'intérieur du ksar, et les arabes aux alentours du ksar.
La communauté amazigh est gérée par le tajmâat (qui signifie « conseil ou groupe »), la communauté arabe est elle gérée par le Cheikh (le vieux sage). Le tajmaat et le cheikh sont les autorités qui organisent la vie et les décisions des communautés.

## Langues
Les langues parlées à Tiout sont l'arabe et le dialecte amazigh zénète.